# 华封镇
华封镇是中国四川省广安市武胜县下辖的一个镇，位于武胜县西部，东临嘉陵江、西、北、南三面与新学、龙女、中心等乡镇为邻。面积29.7平方公里，人口27291人。镇人民政府驻华封场，距县城沿口镇7公里。

## 历史沿革
明为祝受里；清为德清里祝家场；民国废场设祝家乡；民国15年更名为华封乡；2002年撤乡建镇。

## 行政区划
华封镇下辖以下地区：
沿华路社区、石梯坎村、桃园村、黑水塘村、代沟村、将军村、黄林村、扶手村、建设村、先锋岭村、观音寺村、橹门村、华封村和永寿寺村。

## 教育
华封初中、华封小学和村小14所。